# Pronume interogativ
În gramatică, pronumele interogativ este un pronume care înlocuiește în întrebări parțiale (incompatibile cu răspunsul da sau nu) ceea ce vizează întrebarea și este așteptat în răspuns. Acest pronume se referă în general la animate (persoane, alte ființe), la inanimate (obiecte, materii, noțiuni abstracte), la caracteristicile sau la cantitatea acestora.
Unul din pronume (în română al câtelea, a câta) cere o informație despre locul unei entități din cele amintite mai sus într-o serie, reprezentat de un numeral ordinal.
Alt pronume (în română ce), în calitate de complement direct al verbului a face, se referă la acțiuni, – Ce faci? – Lucrez.
Unele cuvinte interogative sunt totdeauna pronume. Altele sunt așa-numite adjective pronominale. În unele situații, acestea își pierd caracterul de adjective și devin pronume, păstrându-și forma sau nu, în funcție de limbă.
Pronumele și adjectivele interogative sunt folosite atât în propoziții interogative directe, cât și introducând întrebări indirecte exprimate prin propoziții subordonate necircumstanțiale. Unele se folosesc și în propoziții exclamative fără caracter interogativ. Pronumele îndeplinesc în general aceleași funcții sintactice ca substantivele.

## În limba română
Cine este numai pronume, care se referă de regulă la persoane. Aceasta este forma sa cazuală de nominativ-acuzativ, mai având și forma de genitiv-dativ cui. Este invariabil în gen și număr. Exemple:
– Cine a venit? – Vasile;
– Al cui creion / Creionul cui a rămas pe masă? – Al lui Ion;
Mă întreb cui pot să povestesc ce s-a întâmplat.
Ce ca pronume se referă la inanimate, fiind invariabil. Poate fi și adjectiv, iar în această calitate se referă la caracteristica unui animat sau inanimat. În exclamații poate fi pronume sau adjectiv, inclusiv cu sens cantitativ, precum și adverb. Exemple:
– Ce se aude? – Niște avioane;
Ce vorbe sunt astea?;
Ce colegi ai?;
Ce n-aș da să…!;
Ce viață!;
Ce de flori!;
Ce frumos!
Care este pronume și adjectiv, referindu-se atât la animate, cât și la inanimate, cu particularitatea de a cere o identificare dintre mai multe entități. Formele sale sunt:
- nominativ-acuzativ: care;
- genitiv-dativ:

- singular:

- masculin: cărui(a);
- feminin: cărei(a);

- plural: căror(a).

Formele fără, respectiv cu -a final sunt folosite în felul următor:
- adjectiv la dativ (totdeauna antepus): Căror prieteni le-ai dat flori?[7];
- adjectiv la genitiv (totdeauna antepus): Adresa cărui coleg n-o cunoști?[1];
- pronume la genitiv antepus: În a cărui casă ai copilărit?[1];
- pronume la genitiv folosit independent: A căruia (dintre voi) este mingea?[1];
- pronume la genitiv postpus: În casa căruia ai copilărit?[1];
- pronume la dativ (totdeauna independent): Cărora le-ai dat flori?[7]

Cât, câtă, câți, câte este un pronume și adjectiv care cere informația despre cantitatea unor animate sau inanimate. Este folosit mai mult la singular, având forme de nominativ-acuzativ. Exemple:
– Cât vin avem?
– Câtă pâine avem?
– Sunt niște studenți în clasă. – Câți?
– Sunt scaune în clasă. – Câte?
Există și o formă de genitiv-dativ la plural, invariabilă după gen și rar folosită, numai la dativ, ca adjectiv, precum și mai rar ca pronume (cu -a final), formă căreia i se preferă cea de acuzativ cu prepoziția la. Exemplu:
Câtor studenți le place limba română? → Câtora le place limba română? = La câți (studenți)…?
Al câtelea, a câta cere în răspuns un numeral ordinal sau ultimul, cel din urmă asimilate cu acesta:
În a câta lună de sarcină ești?;
Al câtelea sunt pe listă?

## În limba franceză
În franceză, interogativele nu se declină. Pentru îndeplinirea funcției de subiect, de nume predicativ și de complement direct se folosesc fără prepoziție, iar pentru alte funcții – cu diverse prepoziții. Există un singur pronume provenit din adjectiv, dar cu formă parțial diferită.
Qui corespunde cu „cine”. Poate fi întărit cu secvența est-ce qui în funcția de subiect sau cu est-ce que în cea de diverse complemente. Exemple:
- subiect: Qui / Qui est-ce qui sait le hongrois ? „Cine cunoaște maghiara?”;
- nume predicativ: Qui sont ceux-là ? „Cine sunt aceia?”;
- complement direct: Qui / Qui est-ce que tu choisiras ? „Pe cine vei alege?”;
- complement indirect sau circumstanțial: Pour qui achète-t-elle ce livre ? / Pour qui est-ce qu’elle achète ce livre ? „Pentru cine cumpără ea cartea asta?”

Que (elidat qu’) este unul din pronumele referitoare numai la inanimate. Se folosește cu est-ce qui sau est-ce que, obligatoriu sau facultativ, în funcție de entitatea la care se referă:
- subiect inanimat – obligatoriu cu est-ce qui: Qu’est-ce qui a fait ce bruit ? „Ce (lucru) a făcut zgomotul ăsta?”;
- subiect real al unui verb impersonal: Qu’est-il arrivé ? / Qu’est-ce qui est arrivé ? „Ce s-a întâmplat?”;
- complement direct: Que s’est-il acheté ? / Qu’est-ce qu’il s’est acheté ? „Ce și-a cumpărat?”

Acest pronume este și exclamativ, inclusiv cu sens cantitativ:
Ta fille, qu’elle est / qu’est-ce qu’elle est mignonne ! „Ce drăguță e fiică-ta!”;
Que de monde ! „Ce de lume!”
În propoziție interogativă indirectă, acest pronume ia, conform standardului, forma ce qui drept subiect și ce que drept complement direct:
Je me demande ce qui te dérange dans ce film „Mă întreb ce te deranjează în filmul ăsta”;
Je ne sais pas ce qu’il veut comme cadeau „Nu știu ce vrea drept cadou”.
Quoi este alt pronume referitor la inanimate, numai acesta fiind folosit drept cuvânt propoziție: Quoi ? „Ce ?”
Este folosit de asemenea drept complement indirect sau circumstanțial totdeauna cu prepoziție, în construcții diferite, cu sau fără est-ce que, în funcție de registrul de limbă. Exemple cu aceeași traducere în română, „La ce vă gândiți?”:
- în registrul curent: À quoi est-ce vous pensez ?;
- în registrul elevat: À quoi pensez-vous ?;
- în registrul familiar: À quoi vous pensez ? / Vous pensez à quoi ?

În registrul familiar se folosește și în funcția de complement direct: Il s’est acheté quoi ? „Ce și-a cumpărat?”
Quel, quelle, quels, quelles este numai adjectiv. Corespunde și cu „care”, și cu „ce (fel de)”, în funcție de context. Exemple:
À quel auteur pensiez-vous ? „La care/ce (fel de) autor vă gândeați?”;
Quelles couleurs préfère-t-elle ? „Ce (fel de) culori preferă ea?” / „Care culori le preferă ea?”
Acest adjectiv este și exclamativ: Quels jolis bouquets il y a chez ce fleuriste ! „Ce buchete frumoase sunt la florăria asta!”
Lequel, laquelle, lesquels, lesquelles este numai pronume, compus din articolul hotărât și adjectivul interogativ. Corespunde acestuia numai cu sensul pronumelui „care”. Articolele le și les se contractă cu prepozițiile à și de. Exemple:
Vous connaissez les soeurs Lenoir. Laquelle est la plus jeune ? „Le cunoașteți pe surorile Lenoir. Care e cea mai tânără?”;
Il y a deux menus; lequel est-ce que vous choisissez ? „Sunt două meniuri; pe care îl alegeți?”;
Il y a trois guichets. Auquel dois-je m’adresser ? „Sunt trei ghișee. La care să mă adresez?”;
Il y a trois frères Legrand médecins. Duquel parlez-vous ? „Sunt trei frați Legrand medici. Despre care vorbiți?”
Combien este un adverb corespunzător pronumelui cât, câtă, câți, câte. Corespunzător adjectivului se folosește combien de:
Combien sont venus ? „Câți/Câte au venit?”;
Pendant combien de temps restera-t-il en France ? „Cât timp va rămâne în Franța?”
Combien este și exclamativ: Combien voudraient être à votre place ! „Câți n-ar vrea să fie în locul vostru/dumneavoastră!”

## În limba engleză
În engleză, pronumele și adjectivele interogative sunt invariabile în gen și număr. Doar lui „cine” îi corespund trei forme diferite, parțial după funcția sintactică.
Who corespunde cu „cine”. Este invariabil în gen și număr, dar are forme corespunzătoare lui „cui”, „al/a/ai/ale cui”, „pe cine” complement direct și prepoziție + „cine”. Exemple:
Who can give me some help? „Cine-mi poate da o mână de a jutor?”;
Whose is this umbrella? „A cui este umbrela asta?”;
Whom did you invite? „Pe cine ai/ați invitat?” (în registrul elevat); variantă în registrul curent: Who did you invite?;
To whom were you talking? „Cu cine vorbeai/vorbeați?” (elevat); variantă curentă: Who were you talking to?
What este un pronume sau adjectiv invariabil, corespunzător lui „ce” sau lui „care”. Se folosește și în exclamații. De obicei se referă la inanimate, dar, ca adjectiv, uneori și la persoane:
What do you do in the evenings? „Ce faci/faceți de obicei seara?”;
What sport do you play? „Ce sport faci/faceți?”;
What idiot wrote this? „Ce/Care idiot a scris asta?”;
What will be the best train? „Care va fi trenul cel mai bun?”
What lovely flowers! „Ce flori frumoase!”
Which este un pronume sau adjectiv invariabil, corespunzător lui „care”:
Which biscuits taste the best? „Care biscuiți au gustul cel mai bun?”;
Which is the best route? „Care este drumul cel mai bun?”;
Which of the guests doesn't eat meat? „Care dintre invitați nu mănâncă carne?”

## În BCMS
În limbile din diasistemul slav de centru-sud (bosniacă, croată, muntenegreană și sârbă) sunt două cuvinte numai pronume interogative. Acestea sunt invariabile în gen și număr, dar se declină asemănător cu substantivele masculine. Celelalte sunt adjective folosite ca pronume îndată ce nu sunt însoțite de un determinat. Acestea sunt variabile în gen (inclusiv neutru) și număr, toate declinându-se ca adjectivele calificative. Aceleași forme se folosesc și în întrebarea directă, și în cea indirectă.
Ko/tko este pronumele corespunzător lui „cine”. Are patru forme cazuale, unele cu variante, inclusiv în funcție de standarde:
- nominativ: bs , cnr , sr  ko; hr  tko;
- genitiv-acuzativ: koga;
- dativ-locativ: bs , cnr , sr  kome; hr  komu / kome / kom;
- instrumental: kim / kime.

În propoziții:
sr  Ko je došao? „Cine a venit?”;
hr  Tko stoji pred vratima? „Cine stă în fața ușii?”;
Koga vidi Marija? „Pe cine vede Marija”;
S kim Marija radi? „Cu cine lucrează Marija?”
Šta/što îi corespunde lui „ce” pronume, de asemenea cu variante, inclusiv după standarde:
- nominativ-acuzativ: bs , cnr , sr  šta; hr  što;
- genitiv: bs , cnr , sr  čega; hr  čega / čeg;
- dativ: čemu;
- instrumental: čime / čim;
- locativ: bs , cnr , sr  čemu; hr  čemu / čem.

În propoziții:
sr  Šta se desilo? „Ce s-a întâmplat?”;
hr  Što je pred vratima? „Ce e în fața ușii?”
Čiji corespunde lui „al/a/ai/ale cui”, dar este și adjectiv:
hr  Čiji je to pokrivač? „A cui e pătura asta?”;
cnr  Nije rečeno čija je to dužnost „Nu s-a spus a cui este datoria asta”.
Koji adjectiv și pronume servește numai la cererea unei identificări dintre mai multe entități, precum „care”:
sr  Koju knigu čitaš? „Ce carte citești?” / „Care carte o citești?”;
hr  Koji od vas to može napraviti? „Care dintre voi poate repara asta?”
Kakav adjectiv și pronume se referă numai la caracteristici. Ca adjectiv îi corespunde lui „ce (fel de)”, iar ca pronume lui „cum” sau locuțiunilor „de ce fel”, „de care”. Se folosește și exclamativ:
sr  Kakvu salatu želite? „Ce (fel de) salată doriți?”;
bs  Kakav si ti junak bio! „Ce mai erou ai fost!”
Koliki adjectiv și pronume se referă la dimensiuni și la cantități:
hr  Kolika je vaša kuća? „Cât de mare e casa voastră?”;
sr  Gledaj koliki su ljudi došli „Uită-te câți oameni au venit”.
Referitor la cantități, mai frecvent se folosește o construcție impersonală cu adverbul dat de forma de neutru nominativ singular a acestui adjectiv:
sr  Gledaj koliko je ljudi došlo.

## În limba maghiară
În maghiară de asemenea sunt două cuvinte interogative numai pronume. Celelalte sunt adjective care devin pronume în absența unui determinat pe care să-l însoțească. Toate sunt invariabile în gen gramatical, care nu este exprimat în această limbă, dar toate sunt variabile în număr, și ca pronume se declină, având 14 forme cazuale din cele 18 pe care le au substantivele. În calitate de adjective sunt invariabile, ca atributul adjectival, care nu se acordă cu determinatul său în această limbă. Pronumele folosite cu cele mai multe postpoziții au forma de bază, fiind din cauza aceasta considerate a fi la nominativ.
Ki se referă numai la persoane, având și formă de plural. Are sensul „cine”, uneori „care”:
Ki a vállalat igazgatója? „Cine este directorul întreprinderii?”;
Kik a kedvenc zeneszerzőid? „Care sunt compozitorii tăi preferați?”;
Kit láttál tegnap este az étteremben? „Pe cine ai văzut aseară la restaurant?”;
Ki mellett ülsz? „Lângă cine șezi?”
Acest pronume are sinonimul parțial kicsoda, compus din ki și substantivul csoda „minune”, care exprimă uneori mirare, curiozitate sau iritare: Nem tudod, kicsoda járt itt? „Nu știi cine a fost pe aici?”
Mi se referă la inanimate, fiind corespondentul pronumelui „ce”. Și acesta are formă de plural:
Mi ez? „Ce-i asta?”;
Mik azok a kezedben? „Ce sunt acelea din mâna ta?”;
Mire gondolsz? „La ce te gândești?”
Și acest pronume are o variantă compusă cu csoda, folosită mai mult ca adjectiv, în special exclamativ: Micsoda házak vannak Pesten! „Ce case sunt la Pesta!”
Melyik este un adjectiv și pronume corespunzător numai lui „care”:
Melyik mosóport ajánlja? „Care detergent mi-l recomandați?”;
– Ettem a tortából. – Melyikből? „Am mâncat din tort. – Din care?”
Milyen corespunde ca adjectiv lui „ce (fel de)”, iar ca pronume locuțiunilor „de ce fel”, „de care”, fiind folosit și exclamativ în calitate de complement al unui adjectiv sau al unui adverb. Referitor la un nume predicativ îi corespunde lui „cum”:
Milyen cipőt keres? „Ce fel de pantofi căutați?”;
– Vettem egy kabátot. – Milyet vettél? „– Am cumpărat un palton. – De care ai cumpărat?”
Milyen szép ez a virág! „Ce frumoasă-i floarea asta!”
Milyen az új autótok? „Cum e mașina voastră cea nouă?”
Acest interogativ are ca sinonime miféle (literal „ce” + „fel”) și mifajta (lit. „ce” + „soi”): Miféle filmet szeret? „Ce fel de film îți place?”
Mekkora este un adjectiv și pronume care se referă numai la dimensiuni:
Mekkora a lakása? „Cât de mare este locuința sa?”;
Mekkorát nőtt tavaly óta? „Cât a crescut de anul trecut?”
Hány este un adjectiv și pronume care se referă la cantitatea unor entități numărabile, animate sau inanimate:
Hány elem kell a fényképezőgépbe? „Câte baterii trebuie în aparatul foto?”;
Öt diák van a csoportban. Hánnyal beszéltél már? „Sunt cinci stundenți în grupă. Cu câți ai vorbit deja?”
Mennyi se referă tot la cantitate, dar a unor inanimate nenumărabile:
Mennyi tejet akarsz a kávéba? „Cât lapte vrei în cafea?”;
– Kenyeret kérek. – Mennyit? „– Doresc niște pâine. – Câtă?”
Hányadik corespunde adjectivului și pronumelui „al câtelea, a câta”:
Hányadik megállónál kell leszállni? „La a câta stație trebuie să coborâm?”;
Hányadik lettél a versenyen? „Al câtelea / A câta ai ieșit la concurs?”.